# Pierre Noblet

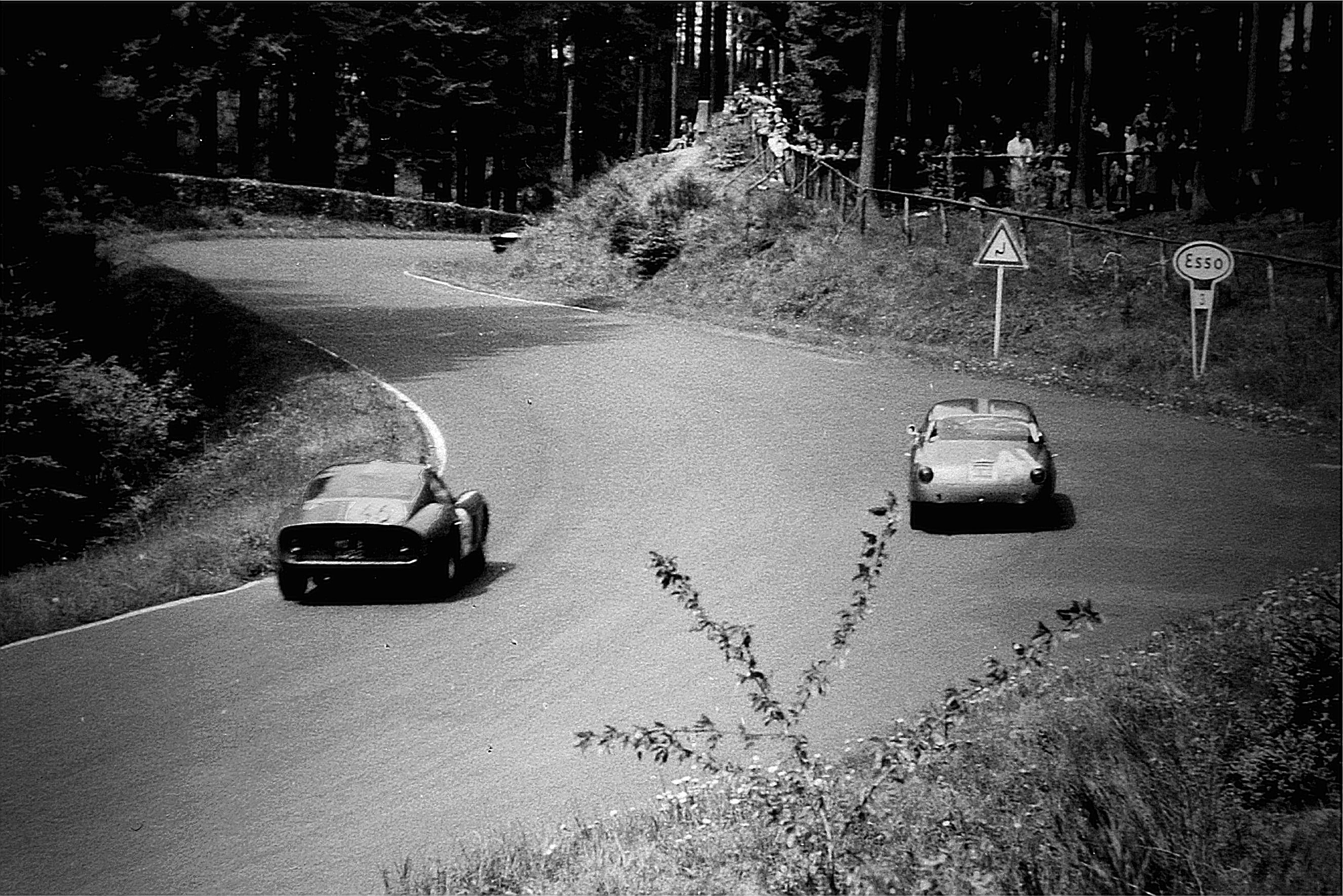
Der Ferrari 250 GTO (links), von Noblet/Guichet beim 1000-km-Rennen auf dem Nürburgring 1963

Pierre Gustave Alphonse Noblet (* 18. Dezember 1921 in Croix; † 6. Mai 2014 in Roubaix) war ein in Frankreich geborener belgischer Automobilrennfahrer.

## Karriere
Pierre Noblet war als Industrieller in der Stahlbranche tätig. In den 1950er-Jahren begann er mit dem Motorsport. Vorerst bestritt er Tourenwagen-  und Bergrennen in Belgien, ehe er Ende der 1950er-Jahre zu einem der erfolgreichsten Amateur-Sportwagenrennfahrer Europas aufstieg. Noblet war wohlhabend und konnte es sich leisten, einen kleinen Privatrennstall zu unterhalten, der seine eigenen Einsätze organisierte. Gemeinsam mit dem Franzosen Jean Guichet, der ein enger Freund von ihm war, fuhr er mit Rennfahrzeugen von Ferrari bis Mitte der 1960er-Jahre bei allen wichtigen Sportwagenrennen.
1962 wurde er mit Guichet Zweiter beim 24-Stunden-Rennen von Le Mans und gewann die GT-Klasse. Schon ein Jahr zuvor war er mit Guichet auf das Siegerpodest der ersten Drei gefahren, als die beiden mit einem Ferrari 250GT Berlinetta SWB den dritten Rang der Gesamtwertung erreichten.
Auch abseits Le Mans konnte er Erfolge feiern. So wurde er 1963 – wieder als Partner von Guichet – Zweiter beim 1000-km-Rennen auf dem Nürburgring.

## Statistik

### Le-Mans-Ergebnisse
| Jahr | Team                 | Fahrzeug                      | Teamkollege   | Platzierung             | Ausfallgrund |
| ---- | -------------------- | ----------------------------- | ------------- | ----------------------- | ------------ |
| 1960 | Ecurie Francorchamps | Ferrari 250 GT Berlinetta SWB | Léon Dernier  | Rang 6                  |              |
| 1961 | Pierre Noblet        | Ferrari 250 GT Berlinetta SWB | Jean Guichet  | Rang 3 und Klassensieg  |              |
| 1962 | Pierre Noblet        | Ferrari 250 GTO               | Jean Guichet  | Rang 2 und Klassensieg  |              |
| 1963 | Pierre Noblet        | Ferrari 330LMB                | Jean Guichet  | Ausfall                 | Motorschaden |
| 1964 | Auguste Veuillet     | Iso Grifo A3C                 | Edgar Berney  | Rang 14 und Klassensieg |              |
| 1966 | Ecurie Francorchamps | Ferrari 275 GTB               | Claude Dubois | Rang 10                 |              |

### Einzelergebnisse in der Sportwagen-Weltmeisterschaft
| Saison | Team                                      | Rennwagen                      | 1   | 2   | 3   | 4   | 5   | 6   | 7   | 8   | 9   | 10  | 11  | 12  | 13  | 14  | 15  | 16  | 17  | 18  | 19  | 20  | 21  | 22  |
| ------ | ----------------------------------------- | ------------------------------ | --- | --- | --- | --- | --- | --- | --- | --- | --- | --- | --- | --- | --- | --- | --- | --- | --- | --- | --- | --- | --- | --- |
| 1960   | Ecurie Francorchamps                      | Ferrari 250 GT                 | BUA | SEB | TAR | NÜR | LEM |     |     |     |     |     |     |     |     |     |     |     |     |     |     |     |     |     |
| 1960   | Ecurie Francorchamps                      | Ferrari 250 GT                 |     |     |     | 15  | 6   |     |     |     |     |     |     |     |     |     |     |     |     |     |     |     |     |     |
| 1961   | Pierre Noblet                             | Ferrari 250 GT                 | SEB | TAR | NÜR | LEM | PES |     |     |     |     |     |     |     |     |     |     |     |     |     |     |     |     |     |
| 1961   | Pierre Noblet                             | Ferrari 250 GT                 | 3   |     |     |     |     |     |     |     |     |     |     |     |     |     |     |     |     |     |     |     |     |     |
| 1962   | Pierre Noblet Jean Guichet                | Ferrari 250 GT Ferrari 250 GTO | DAY | SEB | SEB | MAI | TAR | BER | NÜR | LEM | TAV | CCA | RTT | NÜR | BRI | BRI | PAR |     |     |     |     |     |     |     |
| 1962   | Pierre Noblet Jean Guichet                | Ferrari 250 GT Ferrari 250 GTO |     |     |     |     |     |     | 7   | 2   | 6   |     |     |     |     |     | 4   |     |     |     |     |     |     |     |
| 1963   | Pierre Noblet                             | Ferrari 250 GTO                | DAY | SEB | SEB | TAR | SPA | MAI | NÜR | CON | ROS | LEM | MON | WIS | TAV | FRE | CCE | RTT | OVI | NÜR | MON | MON | TDF | BRI |
| 1963   | Pierre Noblet                             | Ferrari 250 GTO                |     |     |     |     | 2   |     | 2   |     |     | DNF |     |     |     |     |     |     |     |     |     |     |     |     |
| 1964   | Pierre Noblet Auguste Veuillet Bizzarrini | Ferrari 250 GTO Iso Grifo      | DAY | SEB | TAR | MON | SPA | CON | NÜR | ROS | LEM | REI | FRE | CCE | RTT | SIM | NÜR | MON | TDF | BRI | BRI | PAR |     |     |
| 1964   | Pierre Noblet Auguste Veuillet Bizzarrini | Ferrari 250 GTO Iso Grifo      |     |     |     |     | 13  |     | 19  |     | 14  | DNF |     |     |     |     |     |     |     |     |     | 21  |     |     |
| 1965   | Bizzarrini                                | Iso Grifo                      | DAY | SEB | BOL | MON | MON | RTT | TAR | SPA | NÜR | MUG | ROS | LEM | REI | BOZ | FRE | CCE | OVI | NÜR | BRI | BRI |     |     |
| 1965   | Bizzarrini                                | Iso Grifo                      |     |     |     |     | 5   |     |     | 7   | DNF |     |     |     | DNF |     |     |     |     |     |     |     |     |     |
| 1966   | Ecurie Francorchamps                      | Ferrari 250LM Ferrari 275 GTB  | DAY | SEB | MON | TAR | SPA | NÜR | LEM | MUG | CCE | HOK | SIM | NÜR | ZEL |     |     |     |     |     |     |     |     |     |
| 1966   | Ecurie Francorchamps                      | Ferrari 250LM Ferrari 275 GTB  |     |     | DNF |     |     |     | 10  |     |     |     |     |     |     |     |     |     |     |     |     |     |     |     |